# صور من حياة الصحابة (كتاب)
صور من حياة الصحابة هو كتاب ألفه الدكتور عبد الرحمن رأفت الباشا الذي ألف عدة كتب منها "صور من حياة الصحابيات" و"صور من حياة التابعين". 
الكتاب يحوي قصص 65 صحابي من المهاجرين والأنصار والصحابيون المذكورون في الكتاب منهم المعروفون ومنهم الذين لم يسمع عنهم الكثير. بالنسبة عن أسلوب الكاتب فالكلمات المستعملة كلمات قديمة نوعا ما فقد يوجد في بعض الصفحات 7 أو8 كلمات في الهامش مع معانيها وأما عن الشخصيات فقد يكونون من الأعزاء والأغنياء مثل: عبد الرحمن بن عوف وعثمان بن عفان وشخصيات أخرى يكونون من الزهاد العباد مثل: أبو الدرداء وأبو هريرة، فالتنوع واضح لمن يقرأ الكتاب.
قال الكاتب عن كتابه: بحثت في كل مكان ممكن عن القصة برواية الصحابي نفسه حتى تكون المصداقية أكبر وأقرب إلى نفس القارئ.

## الشخصيات
1-أنس بن مالك الأنصاري
2-سعيد بن عامر الجمحي
3-الطفيل بن عمرو الدوسي
4-عبد الله بن حذافة السهمي
5-عمير بن وهب
6-البراء بن مالك الأنصاري
7-أم سلمة
8-ثمامة بن أثال
9-أبو أيوب الأنصاري
10-عبد الله بن جحش
11-أبو عبيدة بن الجراح
12-عبد الله بن مسعود
13-سلمان الفارسي
14-عكرمة بن أبي جهل
15-زيد الخير
16-عدي بن حاتم الطائي
17-أبو ذر الغفاري
18-عبد الله بن أم مكتوم
19-مجزأة بن ثور السدوسي
20-أسيد بن حضير
21-عبد الله بن عباس
22-النعمان بن مقرن المزني
23-صهيب الرومي
24-أبو الدرداء
25-زيد بن حارثة
26-أسامة بن زيد
27-سعيد بن زيد
28-عمير بن سعد (في صغره)
29-عمير بن سعد (في كبره)
30-عبد الرحمن بن عوف
31-جعفر بن أبي طالب
32-أبو سفيان بن الحارث
33-سعد بن أبي وقاص
34-حذيفة بن اليمان
35-عقبة بن عامر الجهني
36-بلال بن رباح
37-حبيب بن زيد بن عاصم
38-أبو طلحة الأنصاري
39-وحشي بن حرب
40-حكيم بن حزام
41-عباد بن بشر
42-زيد بن ثابت الأنصاري
43-ربيعة بن كعب
44-ذو البجادين
45-أبو العاص بن الربيع
46-عاصم بن ثابت
47-عتبة بن غزوان
48-نعيم بن مسعود
49-خباب بن الأرت
50-الربيع بن زياد الحارثي
51-عبد الله بن سلام
52-خالد بن سعيد بن العاص
53-سراقة بن مالك
54-فيروز الديلمي
55-ثابت بن قيس بن شماس
56-طلحة بن عبيد الله
57-أبو هريرة الدوسي
58-سلمة بن قيس الأشجعي
59-معاذ بن جبل
60-آل ياسر
61-سهيل بن عمرو
62-جابر بن عبد الله الأنصاري
63-سالم مولى أبي حذيفة
64-عثمان بن عفان
65-عمرو بن العاص